# Maurice Burlaz
Maurice Burlaz (ur. 11 sierpnia 1921 w Paryżu, zm. 6 marca 2006), francuski działacz sportowy.
Zajmował się piłką nożną, szczególnie w wydaniu młodzieżowym i amatorskim. W latach 1969–1981 przewodniczył Komitetowi Futbolu Młodzieżowego Francuskiej Federacji Piłkarskiej, był wieloletnim członkiem władz federacji, a w latach 1984–1995 jej wiceprzewodniczącym. Działał także w federacji europejskiej UEFA, gdzie był członkiem Komitetu Futbolu Młodzieżowego w latach 1982–1996 (wiceprzewodniczącym tego komitetu w latach 1988–1996). Został odznaczony Orderami Zasługi UEFA (2002) oraz federacji światowej FIFA (1999).
UEFA przyznaje nagrodę jego imienia dla europejskich federacji piłkarskich, wyróżniających się w pracy z młodzieżą.